# Verdunklung (Gartenbau)
Eine Verdunklung dient im Gewächshaus der Steuerung der Blüteninduktion von Pflanzenkulturen. Dabei werden gesamte Gewächshauseinheiten oder einzelne Tische in der Praxis mit lichtundurchlässiger Folie überspannt und die Tageslänge für die Pflanze so verkürzt.
Es gibt Pflanzen, die bei der Ausbildung ihrer Blütenanlagen auf die Tageslänge reagieren. Es gibt sogenannte Kurztagspflanzen, Langtagspflanzen und tagneutrale Pflanzen. Eine künstliche Verdunklung von Kurztagespflanzen während der Sommermonate führt dazu, dass Kurztagspflanzen früher blühen, als dies durch die natürlich abnehmende Tageslänge der Fall wäre. Der Verkaufszeitpunkt einer Pflanze kann somit terminlich gesteuert werden, wenn die Reaktionszeit, die Zeit vom Beginn der Verdunklung bis zur Bildung der Blütenknospen, bekannt ist.
Beispiele für wichtige gesteuerte Kulturen, bei denen durch Verdunkelung ein früherer Blühzeitpunkt erreicht wird, sind Weihnachtssterne und Chrysanthemen.
Eine Verdunklung ist auch dann sinnvoll, wenn die Tage zwar kurz genug sind, aber die Gefahr von „Störlicht“ besteht. Als Störlicht wird eine Lichtquelle bezeichnet, welche die Nacht unterbricht und die Blüteninduktion bei Kurztagspflanzen verhindert. Mondlicht oder eine Straßenlaterne können sich dabei bereits störend bemerkbar machen.